# Basoda
Basoda è una suddivisione dell'India, classificata come municipality, di 62.358 abitanti, situata nel distretto di Vidisha, nello stato federato del Madhya Pradesh. In base al numero di abitanti la città rientra nella classe II (da 50.000 a 99.999 persone).

## Geografia fisica
La città è situata a 23° 51' 29 N e 77° 55' 43 E.

## Società

### Evoluzione demografica
Al censimento del 2001 la popolazione di Basoda assommava a 62.358 persone, delle quali 33.035 maschi e 29.323 femmine. I bambini di età inferiore o uguale ai sei anni assommavano a 9.583, dei quali 4.997 maschi e 4.586 femmine. Infine, coloro che erano in grado di saper almeno leggere e scrivere erano 42.999, dei quali 25.215 maschi e 17.784 femmine.